# 늘린 오각뿔
기하학에서, 늘린 오각뿔은 존슨의 다면체(J9) 중 하나입니다.
이름에서 알 수 있듯이 오각뿔(J2)를 밑면에 오각기둥을 붙여서 길게 늘여 건설할 수 있습니다.
존슨의 다면체는 정다각형 면을 가지지만 고른 다면체는 아닌 엄격히 볼록인 다면체 92개이다(즉, 플라톤 다면체, 아르키메데스의 다면체, 각기둥, 또는 엇각기둥이 아니다). 이것은 1966년에 이 다면체를 처음으로 나열한 노만 존슨의 이름을 따왔다.
1. ↑  Johnson, Norman W. (1966), “Convex polyhedra with regular faces”, 《Canadian Journal of Mathematics》 18: 169–200, doi:10.4153/cjm-1966-021-8, MR 0185507, Zbl 0132.14603.